# Arbon
För andra betydelser, se Arbon (olika betydelser).
Arbon är en stad och kommun i distriktet Arbon i kantonen Thurgau i Schweiz. Kommunen har 15 853 invånare (2023). Arbon är huvudort i distriktet med samma namn.
Staden ligger vid Bodensjön. Kommunen består förutom staden Arbon av orterna Frasnacht och Stachen.
En majoritet (85,2 %) av invånarna är tyskspråkiga (2014). En italienskspråkig minoritet på 2,8 % lever i kommunen. 35,5 % är katoliker, 28,0 % är reformert kristna och 36,5 % tillhör en annan trosinriktning eller saknar en religiös tillhörighet (2014).
| Ort       | Invånare 31 dec 2021 |
| --------- | -------------------- |
| Arbon     | 12 909               |
| Frasnacht | 1 300                |
| Stachen   | 914                  |